# Samanda Ekman
Samanda Maria Ekman, född 20 juli 1981 i Kista, är en svensk radiojournalist. Hon är reporter för radioprogrammet Stil och programledare för radioprogrammet Till sängs i kulturen i Sveriges radio P1 tillsammans med Malena Ivarsson. 2017 kom boken, med samma titel, ut på Appell förlag.
Hon är äldre syster till koreografen Alexander Ekman.